# 深名線
深名線（しんめいせん）は、かつて北海道旅客鉄道（JR北海道）が運営していた鉄道路線（地方交通線）。北海道深川市にある深川駅で函館本線から分岐し、雨竜郡幌加内町を経て名寄市にある名寄駅で宗谷本線に接続していた。
深川駅と名寄駅を結ぶため、両駅の頭文字を取って「深名線」と命名された。営業係数は常にワースト10に入るという大赤字の路線で、赤字83線や特定地方交通線の廃止論議にもその都度候補にあげられていた。並行道路の未整備を理由に廃止保留となったが、国鉄分割民営化後に並行道路の整備が進んだことから、1995年（平成7年）9月3日をもって旅客営業を終了し、翌9月4日付で全線廃止となった（鉄道事業法に基づく、廃止届に記載された廃止日は同年9月4日）。
本項では、深名線に接続予定であった未成線である名羽線についても記述する。

## 路線データ
廃止時のデータは以下の通りである。
- 管轄（事業種別）：北海道旅客鉄道（第一種鉄道事業者）
- 区間（営業キロ）：深川駅 - 幌加内駅 - 名寄駅 121.8 km
- 駅数：21（起終点駅を含む）
- 軌間：1,067 mm（狭軌）
- 複線区間：なし（全線単線）
- 電化区間：なし（全線非電化）
- 閉塞方式：タブレット閉塞式（末期の朱鞠内駅 - 名寄駅間は票券閉塞式）
交換可能駅：2（幌加内、朱鞠内）

## 歴史

### 全通までの経緯
深名線の沿線地域とされる雨竜川上流地域へ、最初の開拓民が幌加内地域に定着したのは1897年（明治30年）である。この時点でまず雨竜川沿いに道路が建設され、その後明治時代末期までに士別や和寒と結ばれる道路が開設され、幌加内地域の各集落と他の地域を結ぶメインルートとなっていった。
この地域における鉄道敷設計画は、1911年（明治44年）に幌加内地域に移住してきた吉利智宏が、深川から三股（後の朱鞠内地区）を経て音威子府に至る軽便鉄道の建設を請願したのが始まりとされている。これが、周辺地域の多度志・深川などの地域と連帯した運動となり、1916年（大正5年）には「雨竜鉄道期成同盟会」が結成された。これらの運動を受け、1918年（大正7年）には政府によって深川から三股に至る軽便鉄道の建設が決定した。なお、この年には雨竜郡上北竜村から幌加内村が独立発足しており、発足時の人口は4,690人であった。
この鉄道は雨竜線として1922年（大正11年）に着工し、深川 - 朱鞠内間を6工区に区分し、他に深川駅構内の拡張工事が行われた。まず深川駅から多度志駅までの区間が第1工区として1922年（大正11年）12月16日に起工し、1924年（大正13年）9月25日に竣工、同年10月25日に開通した。続いて第2工区として、多度志駅から鷹泊駅まで1925年（大正14年）6月16日に起工し、1926年（大正15年）11月10日に開通した。第3工区となる多度志駅から幌加内駅までの区間は1925年（大正14年）11月16日に起工したが、途中の幌加内トンネルの地質が悪かったことから難工事となり、1日平均1メートルしか掘削できず、工期を予定より1年伸ばして1929年（昭和4年）5月15日に竣工し、同年11月8日に開通した。第4工区は幌加内駅から政和駅まで1928年（昭和3年）2月26日に起工し、第5工区はさらに添牛内駅まで同年11月6日に起工して、どちらも1931年（昭和6年）9月15日に開通し、第6工区の添牛内駅 - 朱鞠内駅間は1931年（昭和6年）7月13日に起工し、1932年（昭和7年）10月25日に開通というように小刻みに延長している。深川 - 朱鞠内間の総工費は446万7,778円であった。また、1931年（昭和6年）10月10日付で路線名称が幌加内線に改称されている。鉄道建設と並行するように雨竜ダムの建設計画が進められており、1938年（昭和13年）に着工、1943年（昭和18年）に完成した雨竜ダムの建設工事と、貯水に先立って行われた水没地域の森林伐採と木材輸送には幌加内線が使用された。
一方、1922年（大正11年）に公布された改正鉄道敷設法の別表第143号には「天鹽（塩）國名寄ヨリ石狩國雨龍ヲ經テ天鹽國羽幌ニ至ル鐵道」が盛り込まれ、また1929年（昭和4年）からは札沼線の石狩沼田駅から多度志駅を結び、朱鞠内駅から天塩線（当時。現在の宗谷本線）佐久駅を結ぶ札佐線の建設運動が開始されている。こうした状況下、1935年（昭和10年）から名雨線として名寄駅から朱鞠内駅までの区間が着工され、全区間を4工区に分けて工事が進められた。第1工区の名寄駅から北母子里駅までは1935年10月に着工、第2工区の北母子里駅から白樺駅までと第3工区の白樺駅から宇津内駅までは1936年（昭和11年）5月に着工、第4工区の宇津内駅から朱鞠内駅までは1935年8月に着工し、1937年（昭和12年）11月10日に名寄駅から初茶志内駅（後の天塩弥生駅）までが開通した。さらに、1941年（昭和16年）10月10日には初茶志内駅から朱鞠内駅までが開通し、同時に幌加内線と名雨線を統合して深名線に改称された。名寄 - 朱鞠内間の総工費は509万4,000円であった。
建設工事は過酷な「タコ部屋労働」で、1935年から1943年までの9年間に名雨線（のちの深名線）と雨竜ダムの工事で合わせて日本人数千人と強制動員された朝鮮人約3,000人が従事させられた。工事期間中、少なくとも200人以上の犠牲者が確認され、そのうち40人以上は朝鮮人だった。
こうして、深川駅と名寄駅の間は、函館本線・宗谷本線を経由する旭川駅回りと、深名線を経由する朱鞠内駅回りの2経路を有することになった。しかし深名線経由の方が13.4 km長く、途中に25 ‰の勾配区間が5か所あり、半径250 mの曲線も多かったため輸送力が小さく、結局沿線の開発とダムの建設に貢献したに留まった。

### 戦後
戦後になると、雨竜ダムによって出現した人造湖は観光資源としての価値を評価され「朱鞠内湖」と命名され、観光地となった。また、ダム建設終了後も木材輸送は活発な状態で、沿線地域の中心的交通機関としての役割を果たしていた。1955年（昭和30年）からはレールバスを導入の上で旅客列車の増発が行われ、それに伴い利用者も増加、レールバスでは需要に応じきれずに通常の気動車へ置き換えられることになった。また、1955年（昭和30年）9月には円山・宇摩・下幌成・新成生・上幌加内・下政和・大曲・共栄の各乗降場が、1956年（昭和31年）5月には湖畔仮乗降場が新設されている。
1960年（昭和35年）以降は駅の無人化や貨物扱いの集約など、合理化が行われるようになった。この時期が沿線の人口も最も多い時期で、1960年（昭和35年）の幌加内町の人口は12,016人に達しており、同年の深名線の輸送人員は140万7千人であった。
なお、1955年（昭和30年）前後には道北バスによる幌加内と和寒を結ぶバス路線と、名士バスによって添牛内と士別を結ぶバス路線が運行した記録が残っている。1950年代から1960年代前半（昭和20年代後半から昭和30年代）まではモータリゼーションがまだ進展していなったことから、日本のバス業界は「道路があって人が住んでいればバスが走り、バスを走らせれば儲かる」という状況であったにもかかわらず、これら道北バスと名士バスの開設した2路線については数年で廃止されているなど、沿線のバス交通は発達しておらず、1982年（昭和57年）の時点で沿線を運行していたバス路線は、深川から多度志までの間に1日5往復の北海道中央バスの路線バスだけであった。
幌加内町内では、深名線は2つの意味で「生命線」とも呼ばれた。1つは雪害常襲線区で列車がいつストップするか分からず、もう1つは冬季間、沿線の人たちには唯一の交通機関で、その生死が託されているという意味だった。多雪地帯であるため、運休や遅延は日常茶飯事で、通学の高校生らは帰宅が午前0時頃になることもあり、冬は「夜の非常食」持参で登校したという。
1968年（昭和43年）当時、幌加内町内には1台のバスも運行しておらず、大型車の通れる道路は士別市、旭川市へ通じる一部の国道、道道を除いてなかった。1967年（昭和42年）冬から幌加内 - 朱鞠内間の道路交通が昼間だけ確保されたが、70戸あった母子里地区は道路交通がなく、雪害のたびに鉄道が運休し、陸の孤島と化した。母子里地区では生活物資の輸送を鉄道に頼っていたため、列車がストップすると物価が2倍に跳ね上がるといわれた。1週間も運休したことがあり、タクアンで命を繋いだり、ひと冬に2、3回は線路の除雪を兼ねて排雪モーターカーで急患を運んだこともあったという。
1962年（昭和37年）には朱鞠内駅から羽幌駅に至る鉄道路線として名羽線が着工され、かなりの区間で路盤が完成した。羽幌側では羽幌炭鉱三毛別鉱から産出される石炭積み出しのために羽幌炭礦鉄道が路盤を借り受けて営業していた（後述）。

### 特定地方交通線から除外
ところが、1960年代に入ると価格の安価な輸入木材の台頭および石炭産業の衰退によって沿線の林業および炭鉱が大きな打撃を受けると、たちまち沿線の経済が斜陽化するようになり、人口流出は顕著になった。1965年（昭和40年）には幌加内町の人口は9,195人に減少、さらに1970年（昭和45年）には7,283人にまで減少し、白樺や蕗ノ台では集落自体がなくなった。これと並行するようにモータリゼーションの進展と道路の改良によって、深名線の輸送量も減少の一途をたどることになった。1970年の深名線の輸送人員は47万2千人に減少、輸送密度にすると457人/日であった。1975年度（昭和50年度）には、住民の維持管理が負担となったという自治会からの意向により大曲仮乗降場が廃止されている。建設中だった名羽線の工事も凍結され、1970年には羽幌炭鉱が閉山、石炭や木材輸送の見込みは全くなくなり、開通する見込みもなくなった。
1968年（昭和43年）9月4日には国鉄諮問委員会によってローカル線廃止勧告（赤字83線）が出されることになったが、深名線もこの中に含まれたため、沿線自治体では同年9月24日に「国鉄深名線廃止反対期成会」が結成され、期成会の正副会長が同年10月1日に上京し、国鉄や運輸省など関係機関に廃止反対を陳情した。また、沿線住民が廃止反対の署名や嘆願書を提出したこともあった。1972年（昭和47年）当時、名寄市曙、弥生地区の住民約100人が深名線を利用して通勤、通学していたが、建設中の名羽線（朱鞠内 - 羽幌間）が開業すればその中継ルートになることや、廃止するにしても名寄 - 朱鞠内間は生き残れるなどの判断から、名寄市関係者の間では楽観ムードが強く、存続運動はあまり盛り上がっていなかった。名寄市議会でも革新系議員から「政治路線の名羽線にばかり力を入れてないで、もっと深名線存続に力を入れてほしい。深名線が廃止されては名羽線どころではなくなる」と指摘していた。
このときは廃止にならなかったが、1979年（昭和54年）時点での収支係数は2,785（全国ワースト2位）という大赤字路線であった。その後、1979年に国鉄再建案が閣議で了承され、1980年（昭和55年）11月28日に国鉄再建法案が可決し、1981年（昭和56年）3月3日には施行令が公布された。特定地方交通線の選定基準であった1977年度（昭和52年度）から1979年度（昭和54年度）までの深名線の輸送密度は平均272人/日しかなかったが、冬季における代替道路が未整備という理由により、深名線は廃止候補の第2次廃止対象特定地方交通線から外された。
しかし、1980年（昭和55年）10月のダイヤ改正では減便が行われ、鷹泊駅以北から深川駅以南への通学ができなくなったこともあり、乗客の減少は止まらず、1985年（昭和60年）の深名線の輸送密度は123人/日までに落ち込んだ。また、沿線産業の衰退で人口の減少も続いており、1980年の幌加内町の人口は3,739人と、幌加内村が発足した時点の人口をも下回っていた。また、同年10月当時の途中15駅の沿線住民は1,998戸6,824人だった。幌加内町朱鞠内、添牛内からも名寄市へ通学、買い物、通院などで深名線を利用していたが、もし鉄道が廃止されれば並行道路が不十分な幌加内町の「名寄圏」は事実上孤立する形となった。1980年度の営業係数は2,852で全国ワースト3位（赤字額24億8,529万円）だった。
1980年（昭和55年）6月2日に旭川鉄道管理局から「国鉄深名線営業体制近代化および貨物集約の実施について」という合理化案が提示され、名寄市、幌加内町、深川市の沿線自治体は対応を協議し、同年7月11日に「国鉄深名線問題対策協議会」を設立した。当初の合理化案では線区内の朱鞠内、幌加内の2駅を業務委託、それ以外の駅は無人化とし、貨物取り扱いは全廃するとした。同協議会では合理化に反対してきたが、1982年（昭和57年）3月29日には営業近代化が行われ、天塩弥生、添牛内、雨煙別、沼牛、幌成、上多度志の6駅が無人化された。朱鞠内、幌加内、多度志の3駅は切符販売などを業務委託とした。荷物は北母子里、朱鞠内、政和、幌加内、鷹泊、多度志の6駅、貨物は幌加内、多度志の2駅のみ取り扱うとしたが、貨物は同年11月1日、荷物も1984年（昭和59年）2月1日で取り扱いを全廃した。
収支状況も悪く、1981年度（昭和56年度）の営業係数は2,901で、初めて全国ワーストワンとなった。赤字額は26億8,142万円だった。原因として、1981年8月の集中豪雨で線路が寸断され、利用客が大幅に減った上、災害復旧に1億500万円の経費がかかったこと、慢性的に続く利用減も影響した。営業係数は1982年度（昭和57年度）2,574でワースト6位、1983年度（昭和58年度）3,157でワースト2位（赤字額25億6,185万円）、1984年度（昭和59年度）3,407でワースト2位と推移した。
1985年度（昭和60年度）の営業係数は3,641で、再び全国ワーストワンとなった。赤字額は26億8,300万円だった。1986年度（昭和61年度）の営業係数も2,910で、2年連続の全国ワーストワンとなった。赤字額は21億8,500万円だった。
1986年（昭和61年）11月1日ダイヤ改正でも減便が行われ、午前中の幌加内町内（沼牛 - 幌加内 - 朱鞠内間）での利用で不便が生じ、特に北母子里から幌加内への日帰りが不可能になったことから、幌加内町では陸運局の許可を受けて、1987年（昭和62年）2月6日からスクールバスの住民利用を開始した。路線は幌加内町役場前から朱鞠内駅前を往復する「朱鞠内線」と、幌加内中学校前から沼牛地区を一巡して幌加内中学校前に戻る「沼牛線」だった。料金は国鉄運賃との均衡を取り、朱鞠内線は区間ごと、沼牛線は一律だった。住民利用は深名線廃止まで続いた。
さらに、未整備とされた並行道路も、1989年度（平成元年度）までに改良が完了する見込みとなった。1986年（昭和61年）10月6日の北海道新聞には「民営化後では転換金22億円出ぬ？道路整備進みバスの方が…『廃線指定』の志願も」という見出しの記事が掲載され、全延長のうち75kmが走る幌加内町では転換交付金（1kmあたり3,000万円）が22億5,000万円になると試算し、当時の幌加内町議会議員の一人は「民間移行後の廃止でも転換交付金が出そうな気配もあるから議員の空気は存廃半々だが、出ないことがはっきりすれば100％民営化前の廃止指定線志願になるだろう」、当時の幌加内町長も「急きょ住民大会を開いて廃止指定を決めるような事態も」と公言していた。また「廃止対象線に指定してもらい、転換交付金を受けてバス転換に踏み切るべき」という趣旨の論評を紙面に掲載したが、このような報道などに触れた沿線住民、特に幌加内町民は深名線の行く末に不安を抱いたとの評価もある。

### 存廃問題
前述の代替交通の問題から、深名線は国鉄からJR北海道に継承され、引き続き維持されることになった。1990年（平成2年）には乗降客の少ない一部の駅が廃止されている。
ところが、「道新TODAY」1993年（平成5年）7月号（同年6月15日発売）に「JR深名線廃止秒読み？」と題した記事が掲載され、1989年（平成元年）に国道275号の舗装が完了、1991年（平成3年）に道道688号名寄遠別線の名母トンネルが開通、1992年（平成4年）12月には同線の名寄 - 母子里間の舗装が完了し、懸案だった並行道路の未整備問題が解消されたことを挙げた。また、沿線自治体は深名線の廃止に断固反対するが、JR北海道は代替バスの運行本数を鉄道よりも増やし、ダイヤも利用しやすくするとともに、水面下での取引材料として、宗谷本線の高速化を提示し、深名線の廃止反対派を分断しようとする、という推論も掲載された。
さらに、1993年12月15日の北海道新聞夕刊で「深名線、来年度に廃止　道内最大の赤字線　JR北海道が方針」という記事が掲載された。北海道新聞の記事内容は「JRが公言したものではない」という書き方で「JR北海道は深名線を廃止し、バス転換する方針を固めた。年明け早々にも幌加内町、深川市、名寄市の沿線3自治体に意向を伝え、協議に入りたい考えで、同意が得られれば来年度中にも鉄道廃止に踏み切る」とあった。他紙ではJR北海道は廃止報道を否定していたと報じられたが、同年11月にはJR北海道では特定地方交通線以外の初の廃止線として、函館本線の上砂川支線の廃止が公表されていたことや、この時点で既に並行道路の整備は完了していること、沿線自治体の人口流出が続いており、今後も需要増は見込めず、現行のまま鉄道を存続させるのは難しく、輸送手段の変更に着手せざるを得ないと判断した。年間の運賃収入が5000万円程度であるのに対して投入する輸送コストや保線、除雪費などの経費は10億円近くという深名線の状況において、深名線の廃止問題は「浮上してもおかしくない」ともみられていた。
一方、1993年12月14日の名寄市議会第4回定例会の一般質問で、議員が深名線の対応について質問し、当時の名寄市長は「函館本線上砂川支線の廃止方針は出されたが、深名線は距離的にも上砂川支線とは異なり、ただちに廃止となることはないが、心配はある。このことは道路網が整備されつつあり、利用者も減少していることから、廃止路線に挙げられると予想できる。市民の理解で今後、方向付けをしていかなければならない問題であり、現状のままの存置は困難な状態に至ってきたといえる。今後、幌加内、深川の首長とも話し合い、その結果から私たちの主張を通せるか、どうかがJRとの協議スタートとなる」「現状のままでの存続は難しい。早晩、一定の方向性を出さねばならない」「名寄と幌加内町母子里を結ぶ名母トンネルの完成、国道275号の全面舗装などによって、鉄路と並行する道路が整備された。人口流出で深名線の利用者が年々減少しているようなので、廃止の対象となることも想像できる」「JR幹部から『現状維持か代替手段を講じるべきかを一緒に考える機会を設けたい』などと数回にわたって持ちかけられている」と答弁し、廃止問題が浮上することをにおわせるとともに、年内に沿線の深川市、幌加内町、名寄市の3市町長で話し合うための準備をしていることを明らかにした。
しかし、北海道新聞による廃止報道後、同年12月16日の名寄市議会定例会で、名寄市長は「私の発言が引き金となって、廃止問題が出たと受け止められることは心外だ。ただ、沿線自治体や住民に心配をかけたとすれば遺憾。首長による話し合いはあくまでも情報交換であり、深名線が主要となるものではない。今後の進め方としてはJRから自治体に何らかのアクションが起きた場合、議会、市民に相談して対応する」「名寄本線廃止の経過と経験を踏まえ、議会や市民と相談していかなければならないという心構えを素直に述べただけ。議会での答弁が廃止報道の引き金となったと考えられるのは心外。たまたま時期がぶつかってしまったが、3市町の住民に迷惑をかける結果となったのは遺憾だ」「3市町長の会合の主たる目的は幌加内町長の就任祝いと情報交換で、深名線の話はあくまでも従である」「今後、いずれの形にせよ、JR側が何らかのアクションを起こしてくるのは確実で、その際は議長に相談するなど、議会と連携を取って対応していく」と述べ、一転して廃止問題が浮上したことを否定した。
他のJR北海道のローカル線が経費節減のためにワンマン運転を導入しているにもかかわらず、深名線の列車には車掌が乗務していたことから、「廃止路線に余分な投資はできない」との憶測まで生じていた。さらに、この廃止報道の後に、地域から廃止に反対する意見や動きなどがほとんど見られなかった。
1994年（平成6年）2月15日から18日まで、線路の除雪のため一部列車を運休し、代行バスが運行した。住民からは「廃止後にバス運行するための予行演習ではないのか」と警戒していたが、JR北海道は「例年にない多雪のための臨時措置」と説明した。
この当時、深名線の1日の利用者数は100人台に乗る程度で通勤定期券の利用者は存在せず、1日16本の列車に対して1列車平均の利用者数は10人程度に過ぎず、輸送密度は80人/日という有様であった。また、ダイヤも国鉄末期の減便（1986年11月1日国鉄ダイヤ改正）によって、幌加内町内でありながら北母子里駅から幌加内駅への日帰り往復が不可能となった。しかし、前述したように、当時の深名線沿線においては北空知バスが運行する深川と多度志を結ぶ路線を除き、バス路線は設定されたことすらほとんどなかったが、これは深名線程度の輸送人員ではバスでも赤字必至とみられたため既存のどのバス事業者も手を出しかねていたと思われる。
こうした状況下、JR北海道は1994年12月10日に沿線4自治体の代表者を札幌市内のホテルに招き、「年々利用者数が減少している現状からは、バス輸送が地域に最も適した輸送手段である」として、正式に深名線の廃止とバス転換の提案を行った。この時点での提案内容は以下のような内容であった。
1. バスの運行はJR北海道自身が行う[注釈 7]
2. バスの運行ルートは並行道路（国道・道道）とする
3. バスの停留所は鉄道駅の2倍程度
4. バスダイヤは鉄道の運行本数と時間設定を基本として決定し、通院に便利な便を新設
5. 深川と名寄を結ぶ直行便を設定
6. 運賃は既存の民間バスの賃率を基準とし、一定期間差額補償を行う

沿線自治体では1994年12月28日、4自治体の代表により「JR深名線問題対策協議会」を発足させ、JRとの協議が開始されたが、鉄道の状況を理解していたため、協議会では絶対反対の態度をとることはしなかった。1995年（平成7年）3月2日、4日には協議会メンバーがバス転換した場合の安全確認を狙いにバスの体験試乗会を行った。
ただし、バスダイヤの条件については「所要時間が増加し運賃が上がるのに本数が増えないのは困る」として反発し、1995年（平成7年）3月27日には協議会からJR北海道へ「そのままでは同意できないが、現行の鉄道以上のサービスとなる改善の協議には応じる」と回答した。これにJR北海道が対応し、最終的には鉄道の2倍の運行便数という案を提示、これが沿線から評価されたことから、同年5月9日に幌加内町、同年5月15日に深川市と名寄市がバス転換に合意し、同年5月16日のJR深名線問題対策協議会で沿線自治体からJR北海道に対して、廃止に同意するという意思が示された。
JR北海道は同年5月26日に運輸大臣に対して、廃止予定日を9月3日とする深名線の廃止と代替バス路線の免許申請を行い、どちらも同年6月16日には認可され、この時点で深名線は廃止となることが確定した。廃止が近づいた7月25日からは定期列車への増結（通常の1両から4両編成に増結）やイベント列車の運行が行われるようになった。8月25日に「深名線思い出の旅」としてクリスタルエクスプレスを名寄 - 朱鞠内 - 深川 - 旭川 - 名寄間で運行した。8月28日から9月1日までは同路線の車両（キハ53など）で「さよなら深名線・ふれあいの夕べ」としてビール列車を名寄 - 朱鞠内間で運行した。最終日の9月3日には、深川・多度志・幌加内・朱鞠内・名寄の5駅で「お別れセレモニー」が行われたほか、定期列車への増結に加えて臨時列車が4本増発され、深名線の列車と接続する一部の函館本線の特急列車にも2両から4両の増結が行われた。
こうして、1995年（平成7年）9月3日限りで深名線は廃止となり、翌9月4日からはJR北海道直営バスによって代替バスの運行が開始された。

### 年表
- 1924年（大正13年）10月25日：国有鉄道雨龍線として、 深川駅 - 多度志駅間 (14.0km) が新規開業[37]。同区間に多度志駅を新設[38]。
- 1926年（大正15年）11月10日：雨龍線の多度志駅 - 鷹泊駅間 (13.3km) が延伸開業[37]。同区間に幌成[38]・鷹泊[38]の各駅を新設。
- 1929年（昭和4年）11月8日：雨龍線の鷹泊駅 - 幌加内駅間 (16.4km) が延伸開業[37]。沼牛[38]・幌加内[39]の各駅を新設。
- 1931年（昭和6年）
  - 9月15日：雨龍線の幌加内駅 - 添牛内駅間 (24.9km) が延伸開業[37]。同区間に雨煙別[38]・政和[39]・添牛内[39]の各駅を新設。
  - 10月10日：雨龍線を幌加内線と改称。
- 1932年（昭和7年）10月25日：添牛内駅 - 朱鞠内駅間 (10.2km) が延伸開業し、幌加内線が全通[37]。同区間に朱鞠内駅を新設[39]。
- 1937年（昭和12年）11月10日：国有鉄道名雨線として、名寄駅 - 初茶志内駅間 (7.2km) が新規開業[37]。西名寄[39]・初茶志内[39]の各駅を新設。
- 1941年（昭和16年）10月10日：初茶志内駅 - 朱鞠内駅間 (35.8km) が延伸開業[37]。幌加内線に名雨線を編入し、深川駅 - 名寄駅間を深名線と改称[37]。新規開業区間に北母子里[39]・白樺[38]・蕗ノ台[38]・宇津内[38]の各駅を新設。朱鞠内保線区、深川機関区朱鞠内支区を設置[33]。
- 1946年（昭和21年）6月1日：上多度志仮乗降場を新設。
- 1949年（昭和24年）
  - 4月1日：宇津内駅を仮乗降場に変更[39]。
  - 6月1日：日本国有鉄道法施行に伴い、日本国有鉄道（国鉄）に移管。深川機関区朱鞠内支区が廃止され、深川機関区と名寄機関区に分割統合される[19]。
- 1950年（昭和25年）1月15日：上多度志仮乗降場を駅に変更[38]。
- 1951年（昭和26年）7月20日：初茶志内駅を天塩弥生駅に改称。
- 1955年（昭和30年）
  - 4月1日：気動車（レールバス）導入に伴い、客貨分離[40]。8月21日から正規運行[19]。
  - 8月20日：円山[38]・宇摩[38]・下幌成[38]・新成生[39]・上幌加内[39]・下政和[38]・大曲・共栄[39]の各仮乗降場を新設[4]。
  - 9月2日：新富仮乗降場を新設。
- 1956年（昭和31年）
  - 5月1日：湖畔仮乗降場を新設[39][4]。
  - 9月20日：新富仮乗降場を駅に変更[38]。
  - 11月19日以降：宇津内仮乗降場を廃止。
- 1960年（昭和35年）2月20日：旭川に深名線管理長を設置[33]。
- 1961年（昭和36年）
  - 4月1日：西名寄駅を無人化。朱鞠内保線区を廃止し、朱鞠内を境に深川保線区と名寄保線区に変更[33]。
  - 12月1日：下政和仮乗降場を200mほど深川寄りに移転し、政和温泉仮乗降場に改称[4]。
- 1962年（昭和37年）5月1日：客貨混合列車を廃止し、客貨分離を達成。全旅客列車を気動車化[37]。
- 1964年（昭和39年）
  - 4月1日：蕗ノ台駅・白樺駅を無人化。
  - 5月16日：朱鞠内駅が朱鞠内大火で焼失。
- 1967年（昭和42年）12月1日：深名南保線支区、深名北保線支区を設置[33]。
- 1975年（昭和50年）2月：蒸気機関車の運転を廃止[41]。
- 1976年（昭和51年）2月1日：大曲仮乗降場を廃止。
- 1982年（昭和57年）
  - 3月29日：上多度志・幌成・沼牛・雨煙別・添牛内・天塩弥生の各駅を無人化。
  - 11月1日：全線の貨物営業を廃止[37]。
  - 11月22日：第2次廃止対象線として、廃止承認を申請（保留）[37]。
- 1984年（昭和59年）
  - 2月1日：全線で荷物取り扱いを廃止。
  - 11月10日：多度志・北母子里を無人化、鷹泊・政和を旅客無人化（運転要員のみ配置、1986年に完全無人化）。
- 1987年（昭和62年）4月1日：国鉄分割民営化に伴い、北海道旅客鉄道（JR北海道）が第一種鉄道事業者として全線を承継。雨煙別駅・蕗ノ台駅・白樺駅を臨時駅に改める。円山仮乗降場・宇摩仮乗降場・下幌成仮乗降場・新成生仮乗降場・上幌加内仮乗降場・新富仮乗降場・共栄仮乗降場・湖畔仮乗降場を駅に改める。政和温泉仮乗降場を臨時駅に改める。
- 1990年（平成2年）
  - 3月10日：雨煙別[39]・政和温泉[39]・蕗ノ台[39]・白樺[39]の各駅を廃止[注釈 8]。
  - 9月1日：新富駅を廃止[39][新聞 57]。
- 1995年（平成7年）9月4日：全線 (121.8km) 廃止[新聞 2][37]。JR北海道バス（現在のジェイ・アール北海道バス）に転換[新聞 56]。

## 施設
線路の路盤は簡易な構造で、20‰以上の急勾配が合計29kmにわたり、半径400m以下の急な曲線の区間も合計19kmに達していた。

## 運行形態
幌加内線として深川駅と朱鞠内駅を結ぶ区間が開業したころは、1日4往復の混合列車で、所要時間は3時間程度であった。名寄まで全線開通して深名線となった時点では、深川駅と名寄駅を結ぶ列車が3往復で、深川駅と朱鞠内駅、名寄駅と朱鞠内駅を結ぶ区間運転の列車が1往復設定されていた。戦後になると1往復が減便となり、全線で3往復となっていた。
1955年（昭和30年）8月にはレールバスが導入され、全線を直通する列車は4往復となり、これに加えて区間運転の列車が下り5本・上り7本設定された。翌1956年（昭和31年）11月には区間運転の列車が10往復に増発された。その後、利用客が多くなったため、レールバスでは対応できなくなり、気動車列車に使用する車両はキハ05形に変更され、1966年（昭和41年）4月19日まで使用された。
1962年（昭和37年）7月1日のダイヤ改正からは、全て気動車で運転されるようなり、朱鞠内駅を境界として運行系統が分断されるようになるとともに、上下1本ずつ走っていた旅客の蒸気列車は姿を消した。これは、深名線の沿線が北海道でも有数の豪雪地帯であり、列車のダイヤが乱れても影響を少なくするための方策であった。運行本数が最も多かったのはこの時期で、深川駅からは朱鞠内駅までの列車が6往復と鷹泊駅までの列車が上り3本・下り1本、名寄駅からは朱鞠内駅までの列車が5往復と天塩弥生駅までの列車が2往復設定されていた。
1968年（昭和43年）10月1日ダイヤ改正では深川駅から鷹泊駅までの列車は1往復（午前中運行）に減便、1970年（昭和45年）10月1日ダイヤ改正では名寄駅から天塩弥生駅までの列車は1往復（夕方運行）に減便された。
冬場は豪雪対策のため、蒸気機関車牽引の混合列車が1974年（昭和49年）3月まで運転されていた。
しかし、利用者の減少などに伴い、1980年（昭和55年）10月1日のダイヤ改正では、深川駅からは朱鞠内駅までの列車が5往復と鷹泊駅までの列車が上り2本・下り1本、名寄駅からは朱鞠内駅までの列車が4往復に減便され、天塩弥生駅までの列車は無くなった。その後、さらに減便され、1985年（昭和60年）3月14日ダイヤ改正では、深川駅からは朱鞠内駅までの列車が4往復（うち1往復は幌加内駅 - 朱鞠内駅間は土曜日のみ運行）と幌加内駅までの列車が2往復、名寄駅からは朱鞠内駅までの列車が3往復となった。
分割民営化直後（1987年4月1日）の時点では、深川駅から幌加内駅までが5往復、幌加内駅から朱鞠内駅までは4往復（列車自体は深川駅から直通）、朱鞠内駅から名寄駅までは3往復となった。
1991年（平成3年）3月16日ダイヤ改正では、深川駅から名寄駅までの直通が1往復（早朝に深川発、夕方に名寄発、列車番号は朱鞠内で変更）、深川駅から朱鞠内駅までが下り3本と上り2本、深川駅から幌加内駅までが下り1本と上り2本、朱鞠内駅から名寄駅までが2往復となり、最末期の1995年（平成7年）3月16日ダイヤ改正以降も同様だった。
国鉄分割民営化後、他の道内の路線（札幌近郊の路線を除く）では普通列車や快速列車において車掌省略のワンマン運転を順次開始していたが、前述したように、深名線についてはワンマン化されることなく、営業最終日まで全列車車掌が乗務していた。このため、深名線内各駅でのワンマン化対応工事も他の路線が発着する起点、終点の深川駅、名寄駅構内を除き行われなかった。

## 利用状況
1955年以降国鉄時代の輸送人員・輸送密度の推移は以下の通りである。
| 年度 | 輸送人員       | 輸送人員         | 輸送密度      | 輸送密度        | 幌加内町の人口 | 出典           |
| 年度 | 旅客数（千人） | 貨物量（千トン） | 旅客（人/日） | 貨物（トン/日） | （人）         | 出典           |
| ---- | -------------- | ---------------- | ------------- | --------------- | -------------- | -------------- |
| 1955 | 1,131          | 125              | 548           | 112             | 12,107         | 人口については |
| 1960 | 1,407          | 121              | 662           | 125             | 12,016         | 人口については |
| 1965 | 1,592          | 94               | 787           | 94              | 9,195          | 人口については |
| 1970 | 870            | 53               | 457           | 53              | 7,283          | 人口については |
| 1975 | 572            | 21               | 321           | 15              | 4,365          | 人口については |
| 1976 | 555            | 14               | 307           | 10              |                | 人口については |
| 1977 | 488            | 14               | 273           | 8               |                | 人口については |
| 1978 | 452            | 17               | 252           | 11              |                | 人口については |
| 1979 | 435            | 15               | 245           | 9               |                | 人口については |
| 1980 | 391            | 13               | 222           | 8               | 3,739          | 人口については |
| 1984 |                | 貨物輸送なし     | 144           | 貨物輸送なし    |                | [ 新聞 60 ]    |
| 1985 |                | 貨物輸送なし     | 123           | 貨物輸送なし    |                | [ 53 ]         |
| 1986 |                | 貨物輸送なし     | 113           | 貨物輸送なし    |                | [ 53 ]         |

## 使用車両

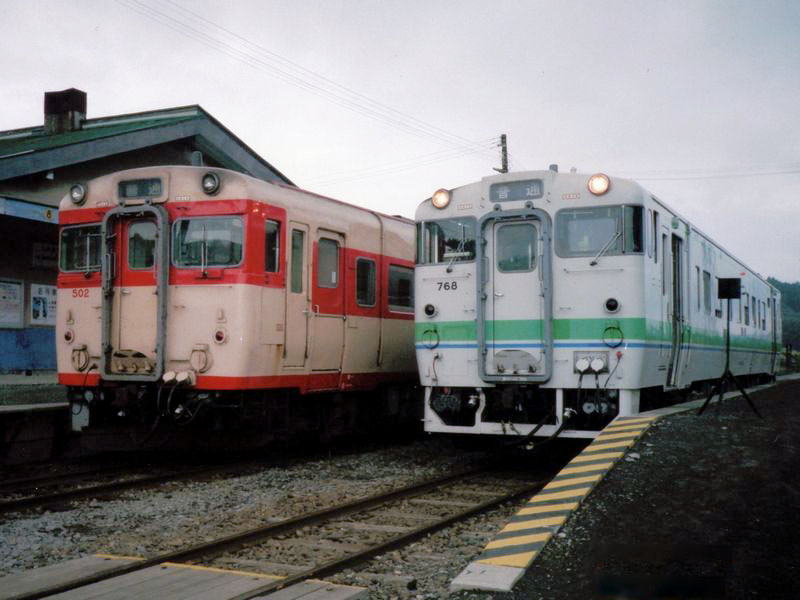
朱鞠内駅で交換する列車（1994年8月31日）

1941年から1949年にかけては朱鞠内駅構内に朱鞠内機関支区が設けられ、C11形蒸気機関車が6両配置されていた。その後は8620形や9600形などの蒸気機関車が列車の牽引を行っており、1970年代まで9600形の牽引する混合列車が残っていた。
1955年8月からはキハ10000形レールバスの寒地仕様車（後のキハ01形・キハ02形・キハ03形）が導入され、フリークエンシーの向上が図られたが、時間帯によっては輸送需要に応じきれず、1958年にはキハ05形、キハ07形に置き換えられ、1966年4月19日まで使用された。キハ05形では客室内の片隅にベニヤ板で囲われた簡易便所の設置も行われていた。
1966年以降は北海道向けに製造されたキハ21形・キハ22形が運用されるようになり、概ね1両から3両で運用されていた。運行形態の節で述べたように、この時期は朱鞠内駅を境にして運行系統は分断されており、深川駅から朱鞠内駅までは深川機関区、名寄駅から朱鞠内駅までは名寄機関区の気動車が運用されていた。
1986年3月以降は旭川運転所のキハ53形500番台が運用されるようになったが、この車両は駆動用エンジンを2基装備した車両であり、冬季でもキハ53形による単行運転が主体となった（末期は502・505・507の3両で運用）。キハ54形や駆動用エンジンが1基のキハ40形も運用されることがあった。
また、旭川運転所のDE15形による定期排雪列車も設定され、末期の1994年度は12月3日から翌年3月20日まで雪421レ・雪422レが運転した。また、DD14形による臨時排雪列車（特雪）も運転した。

## 駅一覧
- 全駅北海道に所在。
- 線路（全線単線） … ◇・∨：列車交換可能、｜：列車交換不可

| 駅名             | 営業キロ | 営業キロ | 接続路線・備考                                         | 線路 | 所在地   | 所在地          |        |
| 駅名             | 駅間     | 累計     | 接続路線・備考                                         | 線路 | 所在地   | 所在地          |        |
| ---------------- | -------- | -------- | ------------------------------------------------------ | ---- | -------- | --------------- | ------ |
| 深川駅           | -        | 0.0      | 北海道旅客鉄道：函館本線・留萌本線                     | ∨    | 空知管内 | 深川市          | 深川市 |
| 円山駅           | 4.7      | 4.7      |                                                        | ｜   | 空知管内 | 深川市          | 深川市 |
| 上多度志駅       | 6.1      | 10.8     |                                                        | ｜   | 空知管内 | 深川市          | 深川市 |
| 多度志駅         | 3.2      | 14.0     |                                                        | ｜   | 空知管内 | 深川市          | 深川市 |
| 宇摩駅           | 5.4      | 19.4     |                                                        | ｜   | 空知管内 | 深川市          | 深川市 |
| 幌成駅           | 2.9      | 22.3     |                                                        | ｜   | 空知管内 | 深川市          | 深川市 |
| 下幌成駅         | 1.8      | 24.1     |                                                        | ｜   | 空知管内 | 深川市          | 深川市 |
| 鷹泊駅           | 3.2      | 27.3     |                                                        | ｜   | 空知管内 | 深川市          | 深川市 |
| 沼牛駅           | 10.6     | 37.9     |                                                        | ｜   | 空知管内 | 雨竜郡 幌加内町 |        |
| 新成生駅         | 2.0      | 39.9     |                                                        | ｜   | 空知管内 | 雨竜郡 幌加内町 |        |
| 幌加内駅         | 3.8      | 43.7     |                                                        | ◇    | 空知管内 | 雨竜郡 幌加内町 |        |
| 上幌加内駅       | 3.1      | 46.8     |                                                        | ｜   | 空知管内 | 雨竜郡 幌加内町 |        |
| （臨）雨煙別駅   | 4.3      | 51.1     | 1990年3月10日廃止                                      | ｜   | 空知管内 | 雨竜郡 幌加内町 |        |
| （臨）政和温泉駅 | 5.1      | 56.2     | 1990年3月10日廃止                                      | ｜   | 空知管内 | 雨竜郡 幌加内町 |        |
| 政和駅           | 2.5      | 58.7     |                                                        | ｜   | 空知管内 | 雨竜郡 幌加内町 |        |
| 新富駅           | 5.5      | 64.2     | 1990年9月1日廃止                                       | ｜   | 空知管内 | 雨竜郡 幌加内町 |        |
| 添牛内駅         | 4.4      | 68.6     |                                                        | ｜   | 空知管内 | 雨竜郡 幌加内町 |        |
| 大曲仮乗降場     | 3.6      | 72.2     | 1976年2月1日廃止                                       | ｜   | 空知管内 | 雨竜郡 幌加内町 |        |
| 共栄駅           | 3.3      | 75.5     |                                                        | ｜   | 空知管内 | 雨竜郡 幌加内町 |        |
| 朱鞠内駅         | 3.3      | 78.8     |                                                        | ◇    | 空知管内 | 雨竜郡 幌加内町 |        |
| 湖畔駅           | 1.9      | 80.7     |                                                        | ｜   | 空知管内 | 雨竜郡 幌加内町 |        |
| 宇津内仮乗降場   | 4.3      | 85.0     | 廃止年月日不明（1956年11月19日以降）                   | ｜   | 空知管内 | 雨竜郡 幌加内町 |        |
| （臨）蕗ノ台駅   | 4.5      | 89.5     | 1990年3月10日廃止                                      | ｜   | 空知管内 | 雨竜郡 幌加内町 |        |
| （臨）白樺駅     | 4.1      | 93.6     | 1990年3月10日廃止                                      | ｜   | 空知管内 | 雨竜郡 幌加内町 |        |
| 北母子里駅       | 5.4      | 99.0     |                                                        | ｜   | 空知管内 | 雨竜郡 幌加内町 |        |
| 天塩弥生駅       | 15.6     | 114.6    |                                                        | ｜   | 上川管内 | 名寄市          | 名寄市 |
| 西名寄駅         | 3.2      | 117.8    |                                                        | ｜   | 上川管内 | 名寄市          | 名寄市 |
| 名寄駅           | 4.0      | 121.8    | 北海道旅客鉄道：宗谷本線・名寄本線（1989年5月1日廃止） | ◇    | 上川管内 | 名寄市          | 名寄市 |

## 廃線後の状況

### 代替バス
沿革節で述べたとおり、代替バスの運行はJR北海道自身が行うことになり、この代替バス運行にあわせて、JR北海道では深川自動車営業所を新設した。運行当初の便数は、深川駅から幌加内までが10往復、幌加内から朱鞠内までが8往復、朱鞠内から名寄駅までが6往復で、鉄道時代に比べて倍増した上、鉄道時代末期の約10年間ほど不可能となっていた母子里から幌加内までの日帰り往復も再度可能となった。
深名線沿線にはほとんど既存のバス路線もなかったことから、代替バスの運賃は北空知バスの賃率を基本に設定された。運行開始時点では深川駅から名寄駅までは遠距離逓減制度を導入して鉄道時代と同額の2,160円となったが、深川駅から幌加内までの運賃は990円と、鉄道時代と比較して2割ほど運賃が高くなった。ただし、北空知バスの賃率自体は北海道内でも比較的低いほうであったこともあり、値上がり幅は他のバス転換路線と比較するとさほど大きいものではなかった。

### 廃線跡

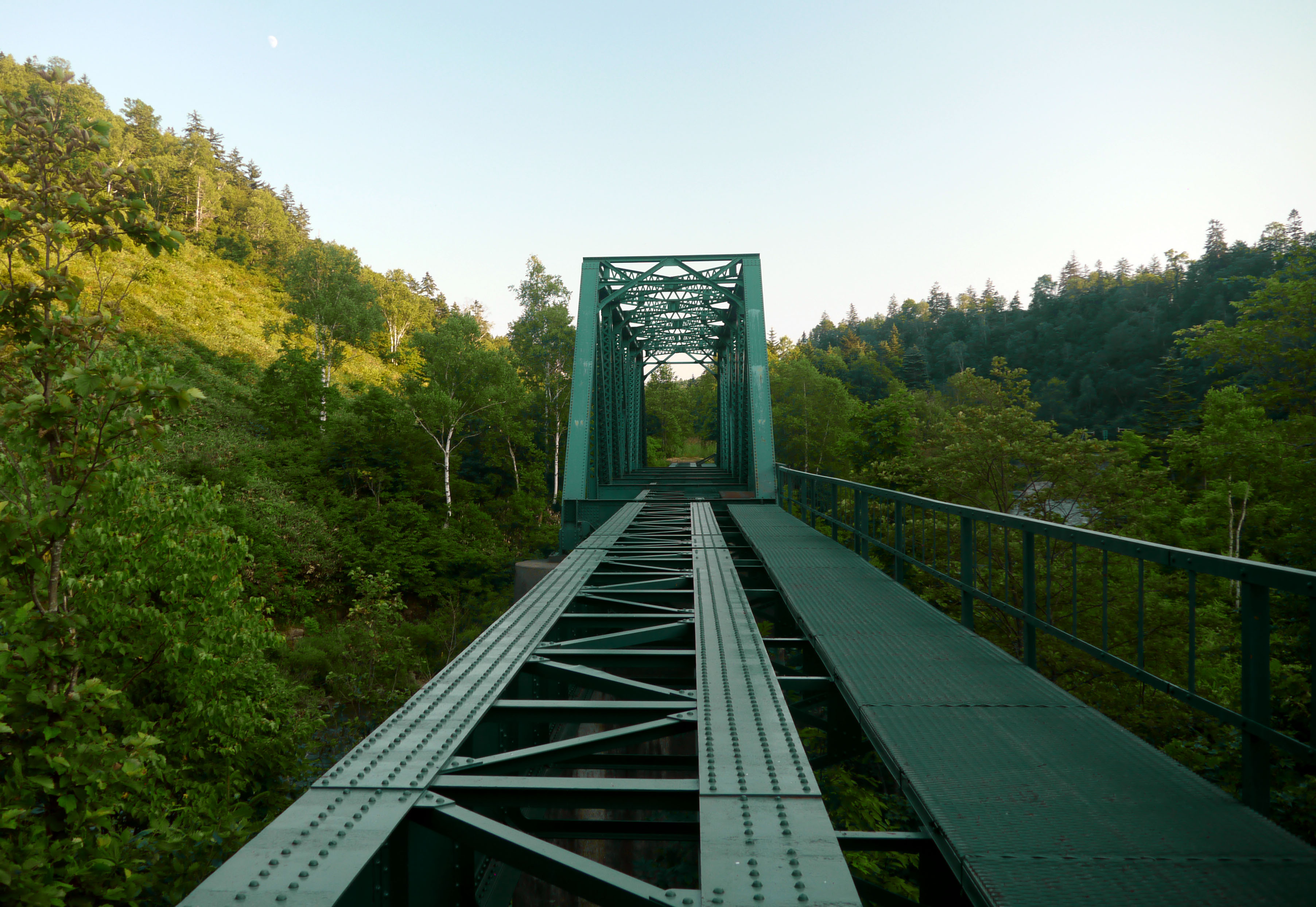
第3雨竜川橋梁（2011年8月）

田畑や道路用地に転用された一部の区間を除き、2025年現在でも築堤やトンネル、線路跡が残されている箇所が多々存在している。
幌加内駅の駅舎は鉄道廃止後もバス待合室として利用されていたが、不審火により焼失し、その後、国道275号沿いの幌加内交流プラザにバス停留所が設置された。政和駅の木造駅舎は2006年時点では、そば屋の店舗として使用されていたが、2025年時点では、車庫として使用されており、正面側はシャッターとなっている。鷹泊駅の木造駅舎も倉庫として残っている。
雨竜川に架かる第3雨竜川橋梁（全延長100.97m、トラス部分延長45m）は保存されることになったが、年間900万円の維持費がかかるという。
沼牛駅、添牛内駅の木造駅舎は老朽化が進んでいたが、有志によって修繕作業が行われ、保存されている。

## 名羽線
改正鉄道敷設法別表第143号のうち、名雨線（名寄 - 朱鞠内間、43km）として開業した区間を除く朱鞠内 - 羽幌間（51.2km）については、名羽線（めいうせん）として1962年4月に着工された。なお、着工に先立つ1941年12月に羽幌炭礦鉄道が羽幌線に接続して開業した築別 - 曙 - 築別炭礦間のうち、築別 - 曙間が予定線に並行しており、残りの朱鞠内 - 曙間（34.7km）が工事区間である。
構想は明治末期からあり、沿線の森林開発や炭鉱開発、道北地方のオホーツク海側と日本海側を結ぶ短絡ルートの構築を目的としていた。
また、単に道北内陸部と日本海側を最短距離で結ぶだけではなく、沿線に眠る約6億tといわれる石炭をはじめ、860万立方mの林業資源、2万1,000平方mの開拓適地の開発など、鉄道新設による地元民の期待は大きかったという。
当初は羽幌駅に直接向かうルートで計画されていたが、築別炭砿（後の羽幌炭礦築別坑）が開発され、羽幌炭礦鉄道が開業したことに伴い、上流（羽幌炭礦上羽幌坑）からは三毛別（羽幌炭礦羽幌本坑）、曙を経て、同鉄道に接続するルートに変更され、羽幌線との分岐点は羽幌駅から築別方5.3km地点（築別駅から羽幌方1.4km地点）に新設する天塩汐見信号場が予定されていた。
名羽線のうち、名寄 - 朱鞠内間は名雨線（めいうせん）として1941年10月10日までに開業し、深名線の一部となったが、名羽線が1957年4月3日に調査線となった後、名寄新聞主催の「名羽線調査線指定の喜びを語る座談会」で、当時の名寄市長の名取忠夫は「昭和11年に工事を始め、12年に初茶志内、16年に朱鞠内と進んだところで戦争が激しさを加え、財政的に余裕がなくなってきた。鉄道当局は何とかうまい理屈をつけてというわけで、幌加内から北上してきた線にこれをぶっつけ、『名雨線』は完成したからいいじゃないかと勝手に『羽』を『雨』にすり替えてしまった」と語っていた。太平洋戦争中は建設運動が中断したため、同音である“羽”（羽幌）と“雨”（雨竜郡の幌加内）をすり替えて「名雨線」が罷り通ってしまった時期もあった。1952年3月22日、関係3町村による名羽線全通促進期成会が発足した。
1951年、日本炭鉱労働組合が賃上げ要求などを求め全国各地の炭鉱で大規模なストライキが発生し、国内の備蓄石炭がほぼ枯渇する事態に陥ってしまった。国鉄や電力会社などが零細鉱の石炭まで確保しようとしていた頃、全国唯一の組合非加盟大規模鉱として羽幌炭鉱が国鉄救済に名乗りを上げ、フル生産体制で国鉄へ石炭を供給することとなった。同鉱が当時から名羽線の開通を切望していたため、国鉄は恩返しの形で名羽線の早期着工を決定したという背景がある。
1960年10月ごろ、深名線が全国的にみても最多雪地帯であることが影響し、営業係数は350 - 400程度と高かったことから、名羽線の建設運動に対し「これ以上、運動を継続することは国鉄の合理化計画に逆行するばかりか、ドブに金を捨てるに等しい」といった批判論が台頭したこともあった。
1957年に調査線、1959年に建設線、1961年に着工決定となったが、着工決定には羽幌炭鉱の整備状況をみてからという条件が付けられたため、羽幌炭鉱では合理化計画の推進を中央に説明するとともに、羽幌鉱業所を中心とした最新式の水力採炭をはじめ総工費20億円の合理化工事に着手し、整備計画を実現したことが、名羽線の着工に大きく影響したという。
工事区間は単線で線路等級は丙線。最急勾配は曙 - 上流間で18‰、上流 - 朱鞠内間で20‰。最小曲線半径は曙 - 上流間で300m、上流 - 朱鞠内間で500m。曙 - 上流間はトンネル2ヶ所、上流 - 朱鞠内間は橋梁53ヶ所（総延長2,074m）、トンネル21ヶ所（総延長6,888m）が予定されていた。
日本鉄道建設公団により工事が進められたが、沿線は豪雪地帯であり、建設工事の可能な季節が限られることや、たびたび予算を削られたことで、思うようには進まなかった。深名線が1968年9月4日、赤字83線に含まれたため、名羽線の建設工事が中止され、これまでの建設費10億円超が無駄になるという懸念もあったが、1969年度は前年度比8,000万円増の3億円の予算がついて工事は継続され、当時は1975年度の全線開業を予定していた。日本鉄道建設公団札幌支社では「ローカル線の赤字は、ヒゲ線だから出るのだ。だから、新線工事も部分開業は差し控え、全線開通の方向で進めたい」と話していた。
なお、工事線のうち曙 - 三毛別間については、羽幌炭礦鉄道による石炭輸送（従来は索道で石炭送り込み）のため先行して1962年12月24日に完成し（21日に試運転）、羽幌炭礦鉄道が借り受けた上で石炭輸送と工事資材輸送に使用されていたが、羽幌炭礦鉄道は羽幌炭鉱の閉山により1970年12月15日に廃止されたため、この区間の輸送はそれに先立って中止され、1970年10月31日をもって国鉄に返却された。
1970年時点では、路盤工事が朱鞠内方8.2km間、羽幌方の第2羽幌川橋梁が竣工し、第1二股トンネル、第1二股川橋梁、第2 ‐ 第6二股トンネルが施工中だった。
また、羽幌炭鉱の閉山で急速な過疎に落ち込み、名羽線の建設は継続か中止かで揺れ動いた。完成、開業したとしても大幅な赤字は必至の見込みだった。羽幌炭鉱閉山の後に計画された新会社設立構想も立ち消えとなり、石炭産出が期待できなくなるとともに、地域住民が去れば人口も急減することから、名羽線建設の意義は薄れたとみる向きもあった。
このような状況に対し、羽幌町では羽幌港の整備とともに、鉄道開業こそ羽幌を立て直す唯一の道として工事継続に力を入れ「名寄、幌加内と一緒に鉄建公団、運輸省に陳情したばかり。楽観は許されないが、これからもいろいろ手を尽くし、なんとか開通にこぎつける」との方針を示した。日本鉄道建設公団札幌支社でも「炭鉱がつぶれたからといって、公共性が失われたわけではない」として本社から中止命令がない限り、今まで通り継続する考えを示した。一方、国鉄北海道総局は「国鉄側では新線について、とやかく言う権利はない。しかし、他の線区とも合わせて、必要な線区と不必要な線区をはっきり仕分けする時期にきていると思う。もちろん、赤字だけの問題ではないが、大切な税金を使って利用者や貨物が少ない地域に鉄道をつくり、列車を運転するのは考えるべき問題ではないか」との考えだった。
羽幌炭鉱閉山により建設中止の懸念があったが、沿線自治体は豊富な地下資源や森林資源、道北の観光開発、日本海とオホーツク海を結ぶ短絡線、羽幌港の築港改修も絡めて、名羽線の役割は大きいとして全線開業を強く要望した。1971年度は3億5,000万円の予算がついて工事は継続され、路盤工事、用地買収、測量設計が進められた。1972年度も3億5,000万円の予算がつくとともに、債務負担行為として2億4,000万円が追加措置され、合計5億9,000万円が投入されたが、同年7月には北海道選出の佐々木秀世が運輸大臣に就任したことも背景にあった。
また、大規模農用地域として国営パイロット事業に着手していた幌加内町朱鞠内地区、林産資源開発を目指していた地域住民などにとっても名羽線にかける期待は大きかったという。観光でも朱鞠内湖、天売島と焼尻島への入り込み、工業では天塩川製紙（後の北陽製紙、王子マテリア名寄工場。2021年12月1日操業終了）への原木搬入のためのルート開発など、鉄道建設の意義は大きいとしていた。
羽幌町では1975年までにセメントや石油などを含め43万tの貨物量を推定し、1980年までにはさらに2倍の貨物量を見込んだ。名羽線が全線開業すれば、名寄市からのパルプ材や農産品などの積み出しも考えていた。羽幌港の大規模整備が順調に進むことによって、羽幌 - 名寄間が新しい道北の産業動脈となり、1985年頃には年間200万tの貨物が出入りするルートとなることが期待されていたという。
一方、1972年6月21日の名寄市議会第2回定例会の一般質問で、議員から「名羽線についてだが、名寄市の財源を持ち出してまで進める必要があるのか。開通した場合のメリットも疑問だ」と指摘したが、池田幸太郎市長は「名羽線はあと12kmで全線完成する。地方開発のための新線として果たす役割は大きい。道北の発展なくして名寄の発展はない。そのために強く運動を進める考えだ」と答弁した。
1973年時点では、第7二股トンネル、第2二股川橋梁、第1白地畝トンネル、第1カラセミ沢橋梁が工事のメインだった。1976年時点では、曙 - 朱鞠内間のうち、第8二股トンネル、第7中の二股トンネル、第3白地畝トンネル、第4中の二股川橋梁が施工中で、第1中の二股トンネル、苫竜トンネルなど8km区間を除いて路盤工事がほぼ完了していた。羽幌炭礦鉄道と並行していた羽幌 - 曙間は経過地、路盤などを選定中だった。
しかし、路線両端を除けば沿線人口はほとんど無いため、乗車密度の基準を満たすことは困難で、開業後の推定輸送密度は200人／日に過ぎなかった。1978年度は6億5,000万円の予算額で、うち3億1,100万円の実施をみたが、残りは他線区に流用された。1979年度は5億2,600万円の実施計画が通知され、中の二股川橋梁施工に1億8,500万円、第1中の二股トンネル施工に2億8,200万円（3年間で完成、総額10億2,200万円）、付帯工事として苫竜トンネルのボーリングおよび測量費用に3,400万円などの決定をみたが、実際の1979年度予算額は3億5,000万円に削減され、工事継続に必要な費用の配分にとどめられ、建設工事の大幅遅れは確実となった。1980年度は第1中の二股トンネル貫通まであと2年程度を要する状態だった。
日本鉄道建設公団AB線（地方開発線・地方幹線）の1980年度予算が凍結され、名羽線も同年度予算はゼロとされたが、1979年度の積み残し分3億2,000万円と債務負担行為の1億円の合計4億2,000万円の費用で、第1中の二股トンネル掘削工事などが進められていた。日本鉄道建設公団札幌支社羽幌鉄道建設事務所では「今年の工事が終わると全体の85%の路盤、トンネル工事は完成ということになる」と説明していた。
だが、国鉄再建法の施行により、1981年度予算も凍結され、前年度までの残予算で路盤の地滑り防止とトンネル補強を行った後、工事は全面中止となった。第1中の二股トンネル掘削工事は打ち切られ、苫竜トンネルや白地畝信号場付近の5km区間は未着工に終わった（測量は実施）。白地畝信号場は第3白地畝トンネル朱鞠内側坑口付近の第5カラセミ沢橋梁から300m先、苫竜トンネルは同橋梁から1.1km先に予定されていた。着工したのは羽幌側が第5カラセミ沢橋梁まで、朱鞠内側は深名線合流点から8.2kmの地点だった。事業費は1980年までに78億円が投入された。
沿線の産業も衰え、接続する両端の路線が特定地方交通線に指定される（深名線は前述のとおり後に除外）ことを踏まえると開業しても輸送はほとんど見込めないため、北海道や沿線自治体を含め、引き受ける事業者がなく、完成していた鉄道施設は放置され、深名線の車内からも放置されたトンネルや橋桁を見ることが出来た。その後、一部の高架橋やトンネル（第2二股トンネル - 中の二股川橋梁間）が採石販売会社のトラック輸送路などに使用されていたが、この会社が2009年2月に事業を停止したため、再び放置されることとなった。

### 名羽線関連年表
- 1940年（昭和15年）4月：朱鞠内 - 羽幌間現地踏査[64]。
- 1947年（昭和22年）7月：運輸省が予定線実測[64]。
- 1952年（昭和27年）3月22日：関係3町村による名羽線全通促進期成会発足[64][65][66]。
- 1957年（昭和32年）4月3日：鉄道建設審議会において岩内線や石勝線などと共に調査線に決定[64][65][66][新聞 64]。
- 1959年（昭和34年）11月9日：鉄道建設審議会において建設線に決定[64][65][66][新聞 92]。
- 1961年（昭和36年）
  - 4月25日：建設工事着工を決定[64][65][新聞 93][新聞 94][78][66]。
  - 6月21日：羽幌にて着工祝賀式典。羽幌駅で杭打式[64][新聞 95][新聞 96][新聞 68][79]。
  - 7月：羽幌 - 朱鞠内間の建設許可[61]。
  - 7月 - 9月：羽幌 - 上流間の実測を完了[61]。
- 1962年（昭和37年）
  - 2月15日：曙 - 上流間の工事認可[64][新聞 97]。
  - 3月：曙 - 三毛別間の路盤工事着手[61][新聞 97]。
  - 4月22日：三毛別にて曙 - 上流間（6.8km）建設工事起工式[64][65][80][新聞 98][新聞 99][新聞 100][66]。当時は1967年（昭和42年）の全線完成予定とされた[80]。
  - 12月24日：曙 - 三毛別間（3.8km）工事完了（21日に試運転）。非営業線として工事資材および石炭のみの輸送開始[64][65][新聞 101][新聞 74][新聞 75][新聞 102][66]。
- 1963年（昭和38年）
  - 3月：三毛別 - 上流間の路盤工事着手[61][新聞 103]。三毛別トンネル着工[61]。
  - 5月24日：三毛別 - 上流間（3.1km）起工式[64][65][66]。
  - 12月21日：三毛別トンネル（1,024m）貫通[64][81][65]（完成は1964年12月[61]）。
- 1964年（昭和39年）10月4日：朱鞠内駅で杭打式[64][65][新聞 104][新聞 105]。
- 1966年（昭和41年）
  - 7月18日：朱鞠内 - 上流間の工事認可[64][新聞 69]。
  - 7月27日：朱鞠内にて朱鞠内 - 上流間（27.9km）建設起工式[64][新聞 106][新聞 107][新聞 70][66]。当時は1970年（昭和45年）までに全線完成予定とされた[新聞 107][新聞 70][66]。
  - 7月29日：朱鞠内側工事着工[64]。路線位置が決まらず着工が延びていた朱鞠内駅から約2kmにわたる用地買収、路盤造成、小トンネル掘削（第1朱鞠内、第2朱鞠内）、鉄橋2基新設（第2朱鞠内川、第3朱鞠内川）、上朱鞠内 - 奥朱鞠内間約10kmの測量が行われた[新聞 63][新聞 108]。
  - 12月：三毛別 - 上流間の路盤工事完了[64][69][61]。三毛別トンネル付近で特に地盤が悪かったベントナイト地帯の路盤補修と築堤改修も行われた[新聞 63]。
- 1969年（昭和44年）
  - 4月：上流側（上羽幌 ‐ 二股界隈）路盤工事着手[69]。
  - 12月15日：第2二股トンネル（581m）貫通[82]。
- 1970年（昭和45年）：未着工区間は上流 − 白地畝付近間のうちの13kmで、これまでに工費18億円を投入。全線開業は当初予定の1975年（昭和50年）よりいくぶん遅れる見通しとされる[新聞 78]。
- 1973年（昭和48年）：これまでに工費24億9,500万円を投入し、羽幌側12km、朱鞠内側8kmの路盤、橋梁、トンネル工事が完了。羽幌側、朱鞠内側とも工事が進み、未着工区間は羽幌町・幌加内町境界の苫竜トンネル（3,225m）や付近などの7.8kmとなる。全線開業は1977年（昭和52年）の見通しとされる[新聞 109][83]。
- 1974年（昭和49年）：これまでに工費36億8,000万円を投入し、未着工区間は苫竜トンネルなど7.6kmとなったが、国の総需要抑制策のあおりや単価アップの影響で、工事計画の達成率は後半にずれ込み、早期開業が危ぶまれる雲行きとなる[新聞 110]。
- 1976年（昭和51年）：これまでに工費41億円を投入し、未着工区間は苫竜トンネルや第1中の二股トンネル（910m）などの6.7kmとなり[新聞 111][70]、1980年（昭和55年）頃の全線開業予定とされる[70]。第7中の二股トンネル（300m）、第3白地畝トンネル（410m）が完成[65]。
- 1977年（昭和52年）：第8二股トンネル（678m）、第2二股川橋梁（94m）が完成[65]
- 1979年（昭和54年）：中の二股川橋梁（106m）、第1中の二股トンネルの施工、苫竜トンネルのボーリングおよび測量で予算が付く[73]。未着工区間は苫竜トンネル、白地畝信号場付近の5km[新聞 112]。
- 1980年（昭和55年）12月27日：国鉄経営再建促進特別措置法施行[64]。
- 1980年（昭和55年）9月：1979年度の積み残し分3億2,000万円と債務負担行為1億円の合計4億2,000万円の予算で、第1中の二股トンネル掘削工事などを進行[新聞 89]。
- 1981年（昭和56年）：第1中の二股トンネル工事等、3億円の予算が通過するものの工事は休止となる[64]。
この時点における工事進捗は[64]
用地処理 85%
路盤工事 82%
軌道工事 14%
未施工部 橋梁：上架部未設置11橋 、トンネル：未開通「第1中の二股」910m、「苫竜」3,225m。
- 1982年（昭和57年）：日本鉄道建設公団羽幌鉄道建設所が閉鎖[65]（1981年12月15日で一時休止[75]）
- 1987年（昭和62年）10月13日：名羽線全通促進期成会解散[64][新聞 113][新聞 114][新聞 115][66]。
- 1989年（平成元年）4月：用地、橋梁、トンネルを日本鉄道建設公団から国鉄清算事業団に引き継ぎ。1993年（平成5年）から幌加内町、羽幌町に払い下げ[69]。
- 1995年（平成7年）：三毛別、上流、朱鞠内で橋梁、橋脚の撤去が国鉄清算事業団によって行われる[69][77]。

### 予定駅一覧
朱鞠内（羽幌起点51.235km） - 白地畝信号場（同37.100km） - 上流（同23.290km） - 三毛別（同20.240km） - 曙（同16.466km） 
その他、下朱鞠内（朱鞠内 - 白地畝間）、中の二股（白地畝 - 上流間）に信号場が予定されていたという。

### 主要トンネル・橋梁一覧
築別川橋梁、第1三毛別川橋梁、第2三毛別川橋梁、第3三毛別川橋梁、第4三毛別川橋梁、第5三毛別川橋梁、第6三毛別川橋梁、第7三毛別川橋梁、三毛別トンネル（1,024m）、上羽幌トンネル（66m）、第2羽幌川橋梁（252m）、第3羽幌川橋梁（161m）、第1二股トンネル（315m）、第1二股川橋梁（186m）、第2二股トンネル（581m）、第3二股トンネル（91m）、第4二股トンネル（312m）、第5二股トンネル（239m）、第6二股トンネル（60m）、第2二股川橋梁（94m）、第7二股トンネル（380m）、第8二股トンネル（678m）、中の二股川橋梁（106m）、第1中の二股トンネル（910m）、第4中の二股トンネル、第3中の二股川橋梁（57m）、第5中の二股トンネル（213m）、第4中の二股川橋梁（97m）、第6中の二股トンネル（94m）、第7中の二股トンネル（300m）、中の二股陸橋（66m）、第1カラセミ沢橋梁（112m）、第1白地畝トンネル（96ｍ）、第2カラセミ沢橋梁（66m）、第2白地畝トンネル（74m）、第4カラセミ沢橋梁（89m）、第3白地畝トンネル（410ｍ）、第5カラセミ沢橋梁、苫竜トンネル（3,225ｍ）、第4朱鞠内トンネル（59ｍ）、第5朱鞠内川橋梁（57ｍ）、第4朱鞠内川橋梁（94ｍ）、第3朱鞠内川橋梁（57ｍ）、第2朱鞠内川橋梁（60ｍ）、第3朱鞠内トンネル（33ｍ）、石油沢橋梁（48ｍ）、第2朱鞠内トンネル（88ｍ）、第1朱鞠内川橋梁（106ｍ）、第1朱鞠内トンネル（87ｍ）、第2名羽雨竜川橋梁（77m）、第1名羽雨竜川橋梁（97m）